# Espluga del Perdiu

L'Espluga del Perdiu, respecte del terme d'Abella de la Conca

L'Espluga del Perdiu és un cavitat natural del terme d'Abella de la Conca, a la comarca del Pallars Jussà.
Està situada a l'extrem occidental de la Serra de Carreu, al nord de la Mata. És a ponent del Pas de la Ce, al vessant meridional de la serra, a llevant de la Tàpia i de lo Tossalet.

## Etimologia
Segons Joan Coromines, el topònim Esplugues procedeix del mot comú llatí speluncas (coves o baumes).